# Південно-Граківське газоконденсатне родовище
Південно-Граківське газоконденсатне родовище — належить до Рябухинсько-Північно-Голубівського газоносного району Східного нафтогазоносного регіону України.

## Опис
Розташоване в Харківській області на відстані 23 км від м. Чугуїв.
Знаходиться в південно-східній частині півн. прибортової зони Дніпровсько-Донецької западини.
Структура виявлена в 1979 р. Родовище пов'язане з системою блоків, похованих під мезозойськими відкладами. Продуктивними є два з них — півн., розмірами 8,0х2,2 м, та півд. блок, пласти якого утворюють невеликий структурий ніс розмірами 7,5х1,2 м. Перший промисл. приплив газу та конденсату отримано з відкладів верхнього візе з інт. 4165-4175 м у 1984 р.
Поклади пластові, тектонічно екрановані, деякі також літологічно обмежені.
Експлуатується з 1988 р. Колектори — пісковики. Режим покладів газовий та водонапірний. Запаси початкові видобувні категорій А+В+С1: газу — 2140 млн. м³; конденсату — 104 тис. т.